# Feeling Free
『Feeling Free』（フィーリング・フリー）は、西城秀樹の11枚目のオリジナル・アルバム。1979年7月21日にRCAから発売された。

## 内容
- 前作『ファーストフライト』に続き、シングル曲を含まないアルバム構成となった。
- 「信じれば」は西城が出演したハウス食品「ポテトチップス」のCMソングにもなった。

## 収録曲
| #   | タイトル                       | 作詞     | 作曲         | 編曲         |
| --- | ------------------------------ | -------- | ------------ | ------------ |
| A1. | 「愛しているのに」             | 竜真知子 | 馬飼野康二   | 馬飼野康二   |
| A2. | 「ウルフ」                     | 阿久悠   | 大野克夫     | 萩田光雄     |
| A3. | 「街はカーニバル」             | 竜真知子 | 馬飼野康二   | 馬飼野康二   |
| A4. | 「熱病時代」                   | 阿久悠   | 馬飼野康二   | 馬飼野康二   |
| A5. | 「傷だらけのハッピーエンド」   | 阿久悠   | 井上忠夫     | 井上忠夫     |
| B1. | 「イブの衝撃」                 | 阿久悠   | 馬飼野康二   | 馬飼野康二   |
| B2. | 「THE END」                    | 阿久悠   | 井上忠夫     | 井上忠夫     |
| B3. | 「哀しみこめて夜明けが見える」 | 東海林良 | あかのたちお | あかのたちお |
| B4. | 「グリーンベルトに愛の接吻を」 | 東海林良 | あかのたちお | 萩田光雄     |
| B5. | 「信じれば」                   | 世良俊英 | 鈴木義之     | 鈴木義之     |

## 復刻盤
- 1994年12月16日発売のCD『HIDEKI SAIJO EXCITING AGE'72 - '79』（11枚組）の中の1枚（11枚目）
- 2021年9月17日発売のGOH HOTODAによるデジタルリマスタリング盤（Blu-spec CD2、紙ジャケット仕様）